# FK Jedinstvo Bijelo Polje
FK Jedinstvo Bijelo Polje je nogometni klub iz Bijelog Polja osnovan 1922. godine. U sezoni 2021./22. se natječe u Drugoj crnogorskoj nogometnoj ligi. Tri kola prije kraja, klub je imao osigurano 1. mjesto.
Klub igra na stadionu "Nikoljac" koji može primiti 4000 gledatelja.